# Campeonato Mundial de Snowboard de 1997
O Campeonato Mundial de Snowboard de 1997 foi a segunda edição do Campeonato Mundial de Snowboard, organizado pela Federação Internacional de Esqui (FIS). A competição foi disputada entre os dias 21 de janeiro e 26 de janeiro, em San Candido na Itália.

## Medalhistas

### Masculino
| Evento          | Ouro                         | Prata                        | Bronze                         |
| Slalom gigante  | Thomas Prugger · Itália      | Mike Jacoby · Estados Unidos | Ian Price · Estados Unidos     |
| Halfpipe        | Fabien Rohrer · Suíça        | Markus Hurme · Finlândia     | Roger Hjelmstadstuen · Noruega |
| Snowboard cross | Helmut Pramstaller · Áustria | Klaus Samer · Áustria        | Jakob Bergstedt · Suécia       |
| Slalom          | Bernd Kroschewski · Alemanha | Dieter Moherndl · Alemanha   | Anton Pogue · Estados Unidos   |
| Slalom paralelo | Mike Jacoby · Estados Unidos | Elmar Messner · Itália       | Bernd Kroschewski · Alemanha   |

### Feminino
| Evento          | Ouro                            | Prata                        | Bronze                        |
| Slalom gigante  | Sondra van Ert · Estados Unidos | Karine Ruby · França         | Margherita Parini · Itália    |
| Halfpipe        | Anita Schwaller · Suíça         | Christel Thorensen · Noruega | Sabine Wehr-Hasler · Alemanha |
| Snowboard cross | Karine Ruby · França            | Manuela Riegler · Áustria    | Maria Kirchgasser · Áustria   |
| Slalom          | Heide Renoth · Alemanha         | Dagmar Eggen · Itália        | Dorothée Fournier · França    |
| Slalom paralelo | Dagmar Mair · Itália            | Karine Ruby · França         | Marie Birkl · Suécia          |

## Quadro de medalhas
| Ordem | País           | Medalha de ouro | Medalha de prata | Medalha de bronze | Total |
| ----- | -------------- | --------------- | ---------------- | ----------------- | ----- |
| 1     | Itália         | 2               | 2                | 1                 | 5     |
| 2     | Alemanha       | 2               | 1                | 2                 | 5     |
| 2     | Estados Unidos | 2               | 1                | 2                 | 5     |
| 4     | Suíça          | 2               | 0                | 0                 | 2     |
| 5     | Áustria        | 1               | 2                | 1                 | 4     |
| 5     | França         | 1               | 2                | 1                 | 4     |
| 7     | Noruega        | 0               | 1                | 1                 | 2     |
| 8     | Finlândia      | 0               | 1                | 0                 | 1     |
| 9     | Suécia         | 0               | 0                | 2                 | 2     |
|       | TOTAL          | 10              | 10               | 10                | 30    |